# Samotraška Nike
 Samotraška Nike, imenovana tudi Krilata zmagovalka Samotraška (grško Niki tis Samothrakis – Νίκη της Σαμοθράκης), je marmorni helenistični kip Nike (grške boginje zmage), ki je nastal okoli 2. stoletja pred našim štetjem. Od leta 1884 je v Louvru na vidnem mestu in je eden najbolj slavnih kipov na svetu. H. W. Janson ga je opisal kot "največjo mojstrovino helenističnega kiparstva", je eden od maloštevilnih glavnih helenističnih kipov, ki so ohranjeni v izvirniku in ne kot rimska kopija.

## Opis
Samotraška Nike je bila odkrita leta 1863. Zakaj je kip nastal, ni povsem jasno, nekateri mislijo, da je kip povezan z bitko pri Salamini na Cipru leta 306 pr. n. št., drugi, da je nastal po bitki pri Akciju leta 31 pr. n. št. ob praznovanju dogodka. Podatki, ki temeljijo na slogovni oceni, so bili enako spremenljivi in so se gibali med istimi tremi stoletji, vendar se morda nagibajo k zgodnejšim datumom.  V večjem delu 20. stoletja je prevladovala teorija, ki temelji na delih Hermana Thierscha in Karla Lehmana, ki sta predvidevala, da je to rodoški spomenik, posvečen zmagi pri Sidah in bitki pri Mionezu leta 190 pr. n. št., ki ga je morda izklesal rodoški kipar Pitokrit. V zadnjih letih pa se je pokazalo, da je rekonstrukcija spomenika, ki jo je predlagal Lehman, napačna (ostanki okoliškega prostora, v katerem je bila najdena Nike, pripada rimskemu obdobju) in na vprašanje, zakaj je bil kip posvečen Samotraki, ki je bila takrat makedonska posest, nimamo odgovora. 
Kip je visok 244 cm.  Ustvarjen je bil ne samo v čast boginje Nike, ampak tudi v čast pomorske bitke. Izraža občutek delovanja in zmagoslavja, mokra draperija sledi obrisu telesa in povečuje iluzijo gibanja, kot da bi se boginja pravkar spustila na premec ladje.
Sodobna izkopavanja kažejo, da je Nike zasedala nišo nad gledališčem in spremljala oltar, ki je bil v obliki spomenika ladje Demetrija I. Poliorketa (337–283 pr. n. št.). Figura v sivem in belem tasoškem in paroškem marmorju je bila prvotno del tempeljskega kompleksa v Samotraki, posvečenega velikim bogom (Megaloi Theoi). Stala je na podstavku iz sivega marmorja iz Lartosa (vas na Rodosu), ki predstavlja premec ladje (najverjetneje trihemiolia) in predstavlja boginjo, ko se spušča z neba do zmagoslavne flote. Preden je izgubila svojo roko, ki še nikoli ni bila odkrita, se zdi, da je bila desna roka dvignjena, , na pol stisnjena v pest ob ustih, kot da bo kriknila k zmagi. Delo je znamenito zaradi prepričljivega položaja, ko se srečata nasilno gibanje in nenadna tišina zaradi svojega prefinjenega ravnovesja in plapolanja oblačil, kar je prikazano, kot da se zbuja v močnem morskem vetriču. Podobne lastnosti je mogoče videti tudi pri Laokoontovi skupini, ki je preoblikovana kopija izgubljenega izvirnika, ki je bila verjetno blizu času in krajem, od koder izvira Nike. Medtem ko so Laokoonta zelo občudovali renesančni in klasični umetniki kot bolj samozavestno in izmišljeno delo, je Samotraška Nike videti kot ikonska upodobitev zmagoslavnega duha in božanskega trenutka, ki prihaja iz oči v oči z možmi.
Iztegnjeno desno krilo kipa je simetrična izvedba mavčne različice izvinega levega. Stilistična predstavitev kril je vir znanstvenih razprav, saj vzorec perja ne spominja niti na krila ptic v naravi niti na krila grške umetnosti. Kot roka tudi glava figure še nikoli ni bila najdena, vendar so bili od takrat odkriti še drugi deli: leta 1950 je skupina, ki jo je vodil Karl Lehmann, odkrila manjkajočo desno roko. Brezprsta roka je zdrsnila z vidnega polja pod veliko skalo, blizu katere je kip prvotno stal; ob vračanju domov je dr. Phyllis Williams Lehmann odkril konico prstanca boginje in palca v predalu za shranjevanje v Dunajskem muzeju umetnostne zgodovine, v katerem je prikazano drugo krilo Nike; drobci so se ponovno združili z roko, ki so zdaj v stekleni kocki v Louvru poleg podija, na katerem stoji kip Nike.
Različna stopnja dokončanih strani je spodbudila strokovnjake k misli, da je bilo namenjeno, da se kip vidi s treh četrtin na levi strani.
Delni napis na dnu kipa vsebuje besedo "Rhodios", kar pomeni, da je bil kip naročen za praznovanje pomorske zmage Rodosa, ki je bila takrat najmočnejša pomorska država v Egejskem morju, kar datira kip najkasneje v 288 pr. n. št.

## Zgodovina
Kipar ni znan, čeprav Paul MacKendrick meni, da je bil to Pitokrit iz Lindosa.. Ko so kip prvič odkrili na otoku Samotraka (del Osmanskega cesarstva), turško Semadirek (grško Σαμοθρακη Samothraike) in je bilo to objavljeno leta 1863, so mislili, da je Nike postavil makedonski general Demetrij I. Poliorket po pomorski zmagi na Cipru med 295 in 289 pr. n. št. Samotraški arheološki muzej še vedno navaja prvotno uveljavljena izvor in datum.  Keramični dokazi, odkriti pri nedavnih izkopavanjih, so pokazali, da je bil podstavek postavljen okoli 200 pr. n. št., čeprav ga nekateri znanstveniki še vedno datirajo že v 250. pr. n. št. ali že v 180.   Seveda so vzporednice s figurami in draperijami s Pergamonskega oltarja (iz okoli 170 pr. n. št.) videti močne. Dokazi o rodoškem naročilu kipa so vprašljivi, še več, najbližje likovne vzporednice Samotraške Nike so figure, ki so prikazane na makedonskih kovancih. Samotraka je bila pomembno zatočišče za helenistične makedonske kralje. Najverjetnejša bitka, na katero spominja ta spomenik, je morda bitka za Kos leta 255 pr. n. št., v kateri je Antigon II. Gonatas iz Makedonije premagal floto egipčanskega kralja Ptolemaja II. 
Aprila 1863 je Nike odkril takratni francoski konzul v Adrianoplu (Odrin) in amaterski arheolog Charles Charles Champoiseau (1830–1909), ki ga je istega leta poslal v Pariz. Kip je bil ponovno sestavljen, kot je bil odkrit. Premec je bil obnovljen iz marmorja na mestu, ki ga je Champoiseau postavil leta 1879 in ga sestavil na kraju samem, preden je bil odpeljan v Pariz.
Po letu 1884 je bil kip postavljen, kjer naj bi prevladovalo Darujevo stopnišče.  Od leta 1883 je bila v Louvru prikazana marmorna figura, medtem ko replika stoji v muzeju na izvirnem kraju svetišča Velikih bogov v Samotraki.
Jeseni 1939 je bila Nike odstranjena s podstavka v pričakovanju izbruha druge svetovne vojne. Vsi muzeji v Parizu so bili zaprti 25. avgusta. Umetniška dela in predmeti so bili pripravljeni za odstranitev na varnejše kraje zunaj Pariza za hrambo. V noči 3. septembra so kip spustili po stopnišču s pomočjo lesene klančine.  Med drugo svetovno vojno je bil kip v Château de Valençay skupaj z Miloško Venero in Michelangelovim Spečim sužnjem. 
Odkritje roke, ki se je dvigala v pozdrav, leta 1948, in se je ujemala z ostanki na Dunaju, je pospešilo sodobno rekonstrukcijo – brez trobente – roke, dvignjene v nenadnem pozdravu.

## Obnova 2013–14
Leta 2013 so se začela obnovitvena dela za izboljšanje videza kipa. To je bil prvi podroben pregled posameznih delov kipa do danes. Namestitev je bila namenjena obnovi marmorja v izvirni barvi, ki je sčasoma potemnel. Kip je bil odstranjen s podstavka in prenesen v sosednji prostor, ki je bil ob tej priložnosti preoblikovan v obnovitveno delavnico. Podnožje je bilo razstavljeno in postavljeno v delavnico. Izvedeni so bili znanstveni pregledi (UV, infrardeči, rentgenski, spektroskopski) pred čiščenjem površine marmorja. Namen tega prizadevanja je bilo spoštovati cilje izvirne obnove, izvedene leta 1883. Površina je bila očiščena in nato ponovno sestavljena, popravljene so bile nekatere vrzeli v marmorju. Po dokončani obnovi se je kip ponovno združil s podstavkom in se vrnil na svoj položaj na vrhu Darujevega stopnišča v Louvru.

## Ocenjevanje, sprejem, vpliv
Kljub precejšnji škodi in nepopolnosti je Nike ena velikih ohranjenih mojstrovin kiparstva iz helenističnega obdobja in celotne grško-rimske dobe. Kip kaže obvladovanje oblike in gibanja, ki je od odkritja navduševal kritike in umetnike. Velja za enega največjih zakladov Louvra, od konca 19. stoletja pa je bil na najbolj dramatičen način prikazan na čelu Darujevega stopnišča.
Umetnostni zgodovinar H. W. Janson je poudaril, da Nike v primerjavi z zgodnejšimi grškimi ali bližnjevzhodnimi skulpturami ustvari namerno povezavo z imaginarnim prostorom okrog boginje. Veter, ki jo je nosil in s katerim se spopada, pri čemer se trudi, da bi ostala stabilna – kot je bilo omenjeno, je prvotno stala na ladijskem premcu, kjer je pravkar pristala – je nevidno dopolnilo figure in gledalec si to predstavlja. Hkrati ta razširjeni prostor povečuje simbolno silo dela; veter in morje sta kot metafora boja, usode in božanske pomoči ali milosti. Tovrstna medsebojna povezava med kipom in prostorom je približno dva tisoč let kasneje postala skupna v baročni in romantični umetnosti. Prisotna je v Michelangelovem kipu David: Davidov pogled in položaj kažeta, kje vidi svojega nasprotnika Goljata, to je njegovo zavedanje trenutka, kar je zelo redko v antični umetnosti.
Nike je kmalu postala kulturna ikona, na katero so se umetniki odzvali na različne načine. Na primer  Devica Abbotta Handersona Thayersa  (1892–93) je dobro znana naslikana aluzija. Ko je Filippo Tommaso Marinetti izdal svoj Futuristični manifest leta 1909, se je odločil, da bo nasprotoval temu gibanju z domnevno neutrudnimi umetniškimi čustvi Nike, "dirkalni avtomobil, ki se zdi, da je hiter nad eksplozivnim prahom, je lepši od Samotraške Nike".
Na skulpturo iz leta 1913 Nedosegljive oblike povezanosti v vesolju (Forme uniche della continuita nello spazio) futurističnega kiparja Umberta Boccionija, zdaj v Muzeju moderne umetnosti (MoMA) v New Yorku, je močno vplival kip Nike. 

## Pobuda za repatriacijo
3. februarja 1999 so po podatkih makedonske tiskovne agencije: Novice v angleščini "prebivalci egejskega otoka Samotraka, rojstnega kraja znanega grškega kipa Nike, začeli akcijo pisanja pisem, da bi se ta najlepše ohranjena helenistična skulptura vrnila v svojo domovino. V pismu, ki ga je podpisal župan otoka, so domačini pozvali grške politike, da dosežejo in zahtevajo, da muzej Louvre, ki hrani kip, prizna, da spada v svoje naravno okolje".

## Galerija
- Darujevo stopnišče – prostor za kip
- Kip po zadnji obnovi
- Kip na podstavku
- Kip pred obnovo, stoji na marmornem bloku
- Samotraška Nike od zadaj

## Sodobne kopije in ponaredki
V muzejih in galerijah po vsem svetu obstajajo številne kopije; ena najbolj znanih je zunaj igralnice Caesars Palace v Las Vegasu. Prvi pokal svetovnega pokala FIFA, ki je bil naročen leta 1930 in ga je zasnoval Abel Lafleur, je bil narejen po modelu.
Ta kip je bil najljubši arhitektu Franku Lloydu Wrightu, ki je v svojih zgradbah uporabil reprodukcije, med njimi v Ward Willits House, Darwin D. Martin House in Storer House.
Največja javna skulptura, zasnovana po Nike, je na vidnem mestu ob ogromnem Pennsylvania State Memorial v vojaškem parku Gettysburg v Pensilvaniji. Kipar iz Filadelfije, Samuel Murray, študent in prijatelj slikarja Thomasa Eakinsa, je leta 1911 izdelal 28-metrsko sliko z morebitnim vplivom razlage Nike Augusta Saint-Gaudensa v Sherman Memorial v New Yorku (1903). Saint-Gaudens prikazuje Nike z dvignjeno desno roko, medtem ko se zdi, da izvirna Nike ni naredila take kretnje. Saint-Gaudensova Nike ima na glavi lovorjev venec in v svoji levi roki veliko oljčno vejico. Murray je prilagajal lovorjev venec in oljčno vejico, prav tako pa je dal meč v njeno dvignjeno desno roko. 
Od leta 1962 je Yves Klein izdelal vrsto mavčnih replik Nike, prevlečenih s suhim pigmentom svojega podpisa International Klein Blue, ki ga je pritrdil s smolo z naslovom Victoire de Samatrace. 
Švedski pesnik Gunnar Ekelöf je Nike postavil za osrednjo podobo v svoji pesmi Samothrace, napisane leta 1941 , brezoblično božanstvo razteguje roko kot jadra in je postalo simbol boja in prihodnje zmage proti nacizmu in boju za svobodo v zgodovini. Prav tako je v romanu Sedem antičnih čudes, ki ga je napisal Matthew Reilly, Nike fiktivno del kipa Zevsa v Olimpiji.
Replika v naravni velikosti sedi v Thompsonovi knjižnici v Ohio State University v Columbusu, Ohio . Druga podobna replika stoji v preddverju Crouse Collegea, v Setnor School of Music, na univerzi Syracuse v Sirakuzah v New Yorku. Replika skulpture, visoka 2,1 m, stoji v Connecticut College v New Londonu, Connecticut. Druga največja replika tega kipa v Združenih državah stoji na katoliškem pokopališču Calvary v Pittsburghu, Pensilvanija, in je visok 3,0 m.
Teksaška ženska univerza v Dentonu v Teksasu ima repliko, ki je bila kupljena v Louvru in odposlana iz Pariza leta 1982. Ta replika je dejansko nadomestilo izvirne replike iz leta 1929, ki je bila dana v spomin na dan premirja in poraz samodrštva . Replika kipa sedi nad veteranskim območjem spominskega parka Skylawn v San Mateu v Kaliforniji. 
Stavba Estrugamou v Buenos Airesu, Argentina, je bila zgrajena v štirih delih, razporejenih okoli terase, okrašene z bronasto kopijo ikonične Samotraške Nike. Cape Town Cenotaph ima na vrhu repliko Nike britanskega kiparja Vernona Marcha. Druga mavčna replika krasi atrij Tehnološke univerze v Berlinu. Replika je bila darilo francoskih univerz leta 1956. 
Konjeniški kip generala Williama Tecumseha Shermana, delo Augusta Saint-Gaudensa, v Grand Army Plaza v New Yorku iz leta 1903 prikazuje krilato Nike, ki vodi Shermana, medtem ko drži palmovo vejo, kot simbol svoje zmage v državljanski vojni in sledi miru. 